# Brzdové destičky

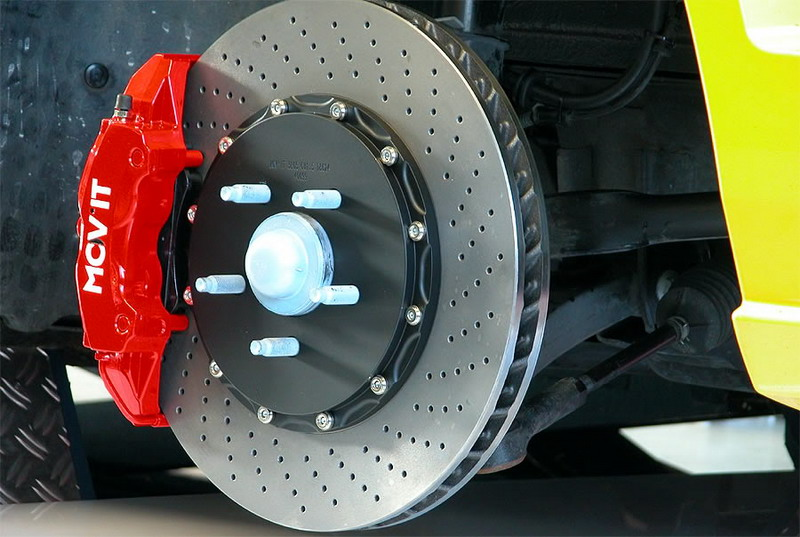
Kotoučová brzda

Brzdové destičky jsou důležitou částí brzd u všech typů vozidel vybavených kotoučovými brzdami. Brzdové destičky jsou tvořeny kovovými pláty s brzdnou látkou připevněnou na povrch protilehlý brzdovému disku.

## Funkce
Brzdové destičky převádí pomocí tření kinetickou energii vozidla na tepelnou energii. Když se destička kontaktem s bubnem nebo rotorem zahřeje, dochází k přenosu malého množství brzdného materiálu na buben, destička a disk k sobě přilnou, přítlakem vzniká brzdná síla.

## Typy
Existuje mnoho druhů, podle zamýšleného využití vozidla, od velmi měkkých a agresivních (např. u závodních vozů), po tvrdší, trvanlivější a méně agresivní. Destičky mohou mít různé pracovní teploty, použití nesprávného typu může způsobovat vadnutí brzd.

## Materiály
Pro svoji odolnost proti vysokým teplotám byl používán azbest, ale kvůli své toxicitě se nyní nahrazuje aramidovými vlákny.